# Републикански път III-3505
Републикански път IIІ-3505 е третокласен път, част от Републиканската пътна мрежа на България, преминаващ изцяло по територията на Ловешка област. Дължината му е 31,6 km.
Пътят се отклонява наляво при 51,1 km на Републикански път II-35 северозападно от село Казачево, минава през центъра на селото и се насочва на югоизток през Ловчанските височини. Източно от село Българене достига до Републикански път I-4 и на протежение от 1,7 km се дублира с него, след което отново продължава на юг. При село Стефаново преодолява източната част на Микренските височини и слиза в широката долина на река Видима (ляв приток на Росица от басейна на Янтра) и достига до село Дебнево. Оттук пътят продължава на югозапад, а след това отново на юг по проломната долина на Видима и в село Велчево се свързва с Републикански път III-607 при неговия 62 km.
| Пътища, отклоняващи се надясно (населено място, № на пътя, посока на пътя) | km   | Пътища, отклоняващи се наляво (посока на пътя, № на пътя, населено място) |
| -------------------------------------------------------------------------- | ---- | ------------------------------------------------------------------------- |
| Община Ловеч, II-35, 51,1 km ←                                             | 0,0  | ← 51,1 km, II-35, Община Ловеч                                            |
|                                                                            | 0,4  | → общински път (за селата Сливек и Горно Павликене)                       |
| с. Казачево                                                                | 1    | с. Казачево                                                               |
| (от 155,8 km на I-3) I-4, 56,4 km →                                        | 6,7  |                                                                           |
|                                                                            | 8,4  | → 58,1 km, I-4 (до 107,3 km на I-2) → общински път (за с. Дъбрава)        |
|                                                                            | 9,4  | → общински път (за с. Малиново)                                           |
| с. Стефаново                                                               | 11,6 | → с. Стефаново, общински път (за с. Малиново)                             |
| Община Троян                                                               | 13,1 | Община Троян                                                              |
| (за с. Врабево) общински път ←                                             | 14,8 | → общински път (за с. Дамяново)                                           |
| (за с. Добродан) общински път, с. Дебнево ←                                | 20,3 | ← с. Дебнево, 30,7 km, III-404 (от 89,2 km на I-4)                        |
| (от гр. Троян) III-357, 18,3 km →                                          | 25,8 |                                                                           |
|                                                                            | 27,1 | → общински път (за с. Гумощник)                                           |
| Община Априлци                                                             | 28,4 | Община Априлци                                                            |
| (до с. Драшкова поляна) III-607, 62 km, с. Велчево ←                       | 31,6 | ← с. Велчево, 62 km, III-607 (от 281,4 km на I-6)                         |

Забележка
1. ↑  На протежение от 1,7 km (от km 6,7 до km 8,4) Републикански път ІII-3505 се дублира с Републикански път I-4 (от km 56,4 до km 58,1)